# Survivor Series
Survivor Series, od roku 2022 označovaná jako Survivor Series: WarGames, je profesionální wrestlingová show, kterou každoročně od roku 1987 produkuje WWE. Koná se v listopadu a je to druhá nejdéle trvající show pay-per-view (PPV) v historii, hned po hlavní show celého roku WrestleManii. Od roku 2014 se vysílá živě. Patří do takzvané „Velké pětky“ největších eventů roku (spolu s WrestleMania, Royal Rumble, SummerSlam a Money in the Bank).
Největším tahákem show obvykle bývá zápas 5 vs 5, při kterých se wrestleři postupně vyřazují. Zápasy bývají někdy i se speciálními podmínkami. 
V roce 2016 se roster WWE rozdělil na RAW a SmackDown a v roce 2019 přibyl ještě roster NXT. Tyto rostery obvykle proti sobě zápasí. V roce 2022 byl změněn koncept eventu a událost byla přejmenována na „Survivor Series: WarGames“, někdy označována pouze jako WarGames. 

### Externí odkazy

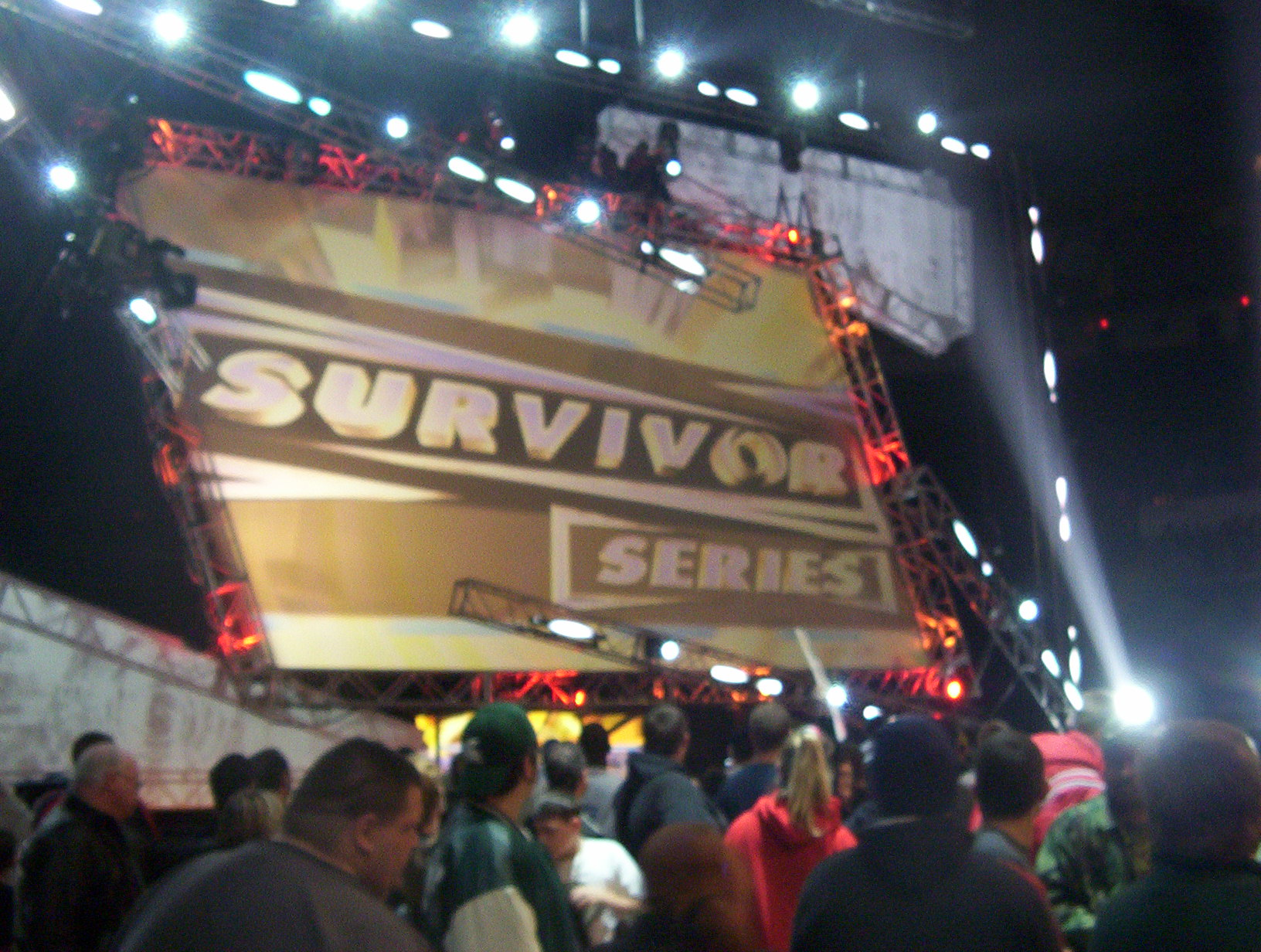
Stage eventu v roce 2005